# Guy Ropartz
Joseph Guy Marie Ropartz (15. juni 1864 i Guingamp,Côtes-d´Armor, Bretagne – 22. november 1955 i Lanloup-par-Plouha, Frankrig) var en fransk komponist og dirigent.
Ropartz studerede komposition på Pariser Akademiet hos Jules Massenet, og Senere orgel hos César Franck.
Var nær ven med komponisterne Albéric Magnard og rumæneren Georges Enesco.
Han har komponeret 5 symfonier, 6 strygekvartetter, korværker og sonater for en række forskellige solo instrumenter.

## Udvalgte værker
- Symfoni nr. 1 (i A-mol) "Over en bretonsk koral" (1895) - for orkester
- Symfoni nr. 2 (i F-mol) (1900) - for orkester
- Symfoni nr. 3 (i E-dur) (1906) - for solister, kor og orkester
- Symfoni nr. 4 (i C-dur) (1910) - for orkester
- Symfoni nr. 5 (i G-dur) (1944-1945) - for orkester
- "Lille" Symfoni (i Eb-dur) (1943) - for orkester
- 6 Strygekvartetter (1893-1949)
- 2 Cello sonater (1904, 1919) - for solo cello
- "Undervækst" (1913) – for stemme og orkester
- "Kyrie" (1886) – for kor
- "De dødes klokke" (1887) – for orkester
- Karneval"" (1889) – for orkester
- "Fantasi" (i D-dur) (1897) – for orkester
- "Pastorale" (1950) – for orkester
- "Fest March" (1888) - for orkester
- Rapsodi" (1928) – for cello og orkester
- Requiem (1938) - for solister, kor og orkester